# Vörösfülű ara
A vörösfülű ara (Ara rubrogenys) a madarak osztályának papagájalakúak (Psittaciformes)  rendjébe és a papagájfélék (Psittacidae) családjába tartozó faj.

## Rendszerezése
A fajt Frédéric de Lafresnaye francia ornitológus írta le 1847-ben.

## Előfordulása
Az Andok keleti oldalán 2000 m magasban, Bolívia területén honos.

## Megjelenése
Testhossza 60 cm, testtömege 500-650 g. Testének nagy része világoszöld, homloka és füle vörös.
|  |

## Életmódja
Magokkal táplálkozik, a fiatal faágakat is szívesen rágcsálja.

## Szaporodása
Májusban fészkel, 2–3 tojást tojik, melyen 27 napig kotlik.

## Természetvédelmi helyzete
Az elterjedési területe kicsi, egyedszáma 134-272 példány közötti és a csapdázások miatt csökken. A Természetvédelmi Világszövetség Vörös listáján súlyosan veszélyeztetett fajként szerepel.
Összehangolt tenyésztéssel próbálják meg megmenteni a fajt a teljes kipusztulástól. Európában az Európai Állatkertek és Akváriumok Szövetsége felügyelete alá tartozó Európai Veszélyeztetett Fajok Programja (EEP) keretében tenyésztik a faj egyedeit.